# Euborellia moesta
Espèce
Euborellia moesta est une espèce de dermaptères de la famille des Anisolabididae.

## Aire de répartition
Cette forficule est endémique de l'Europe. Elle se rencontre en Espagne et en France,.

## Taxinomie
Cette espèce a été décrite en 1837 par le biologiste J. Géné. Les synonymes attestés sont, :
- Euborellia hispanica (Herrich-Schäffer, 1840)
- Forficesila taurica Motschulsky, 1846
- Forficula hispanica Herrich-Schäffer, 1840
- Forficula moesta Géné, 1837 (protonyme)
- Forficula taurica Motschulsky, 1846

### Référence taxinomique
- (en) Catalogue of Life : Euborellia moesta (Géné, 1837) (consulté le 24 décembre 2020).